# Ashley Johnson
Ashley Suzanne Johnson (Camarillo, 9 agosto 1983) è un'attrice e doppiatrice statunitense.
È principalmente nota per il ruolo di Ellie nei videogiochi della Naughty Dog The Last of Us e The Last of Us Parte II (con il quale si è aggiudicata due British Academy Video Games Awards come miglior performance, diventando la prima ed unica ad aggiudicarsi il riconoscimento per ben due volte) e dell’agente Patterson nella serie Blindspot.

## Biografia
Ashley Johnson è nata a Camarillo, in California, figlia dell'ex pilota collaudatore Nancy Spruell e del capitano di nave da esplorazione Cliff Johnson. Ha un fratello maggiore di nome Chris e una sorella maggiore di nome Haylie, che hanno entrambi anche lavorato come attori. Suo padre era spesso via per lavoro per mesi e portava souvenir da paesi come il Giappone. Trovò un nuovo lavoro nove giorni dopo la nascita dell'attrice e successivamente si trasferì con la famiglia a Franklin, nel Michigan, dove abitarono per alcuni anni prima di tornare in California, per stabilirsi a Los Angeles. Ha frequentato la scuola a Burbank e in seguito ha studiato violino e pianoforte alla International School of Music di Glendale. All'età di 16 anni, suo padre morì per complicazioni dovute al cancro al fegato e ai polmoni e all'epatite C.

### Carriera
La sua carriera è iniziata all'età di 6 anni, quando ha interpretato il ruolo di Chrissy Seaver nella sitcom Genitori in blue jeans dal 1990 al 1992. All'età di 12 anni aveva preso parte a ben otto serie televisive. Nel 1993 ha recitato nella serie televisiva Phenom. L'anno seguente appare nella sitcom All-American Girl. Nel 1995, ha interpretato Gracie Wallace nella sitcom Maybe This Time. Nel 2000 prende parte alla commedia What Women Want - Quello che le donne vogliono, recitando al fianco di Mel Gibson. Nel 2009 appare nel finale della prima stagione della serie televisiva Dollhouse di Joss Whedon.
Nel 2012 ha una piccola parte in The Avengers, film del Marvel Cinematic Universe, nei panni di Beth, la cameriera che viene salvata da Capitan America. L'edizione Blu-ray del film contiene alcune scene eliminate che espandono il suo ruolo nel film e favoriscono le sue interazioni con Steve Rogers.
Nel 2013 viene scelta da Naughty Dog per vestire i panni di Ellie nel videogioco The Last of Us, attraverso la voce ed il motion capture. Il titolo è stato rilasciato con il plauso della critica ed un ottimo successo commerciale. Grazie a questo ruolo si è aggiudicata due British Academy Video Games Awards come miglior performance, ed uno Spike Video Game Awards come miglior performance femminile.
Assieme alla sua amica di infanzia Mila Shah fonda nel 2020 lo studio fotografico Infinity Pictures. Le due amiche hanno co-condotto anche il podcast Wildly Hot & Bothered fra il 2012 e il 2014. Nel 2015 sempre insieme hanno recitato nella web minisiere Little Things su Youtube, pubblicata sulla piattaforma solo nel 2018.

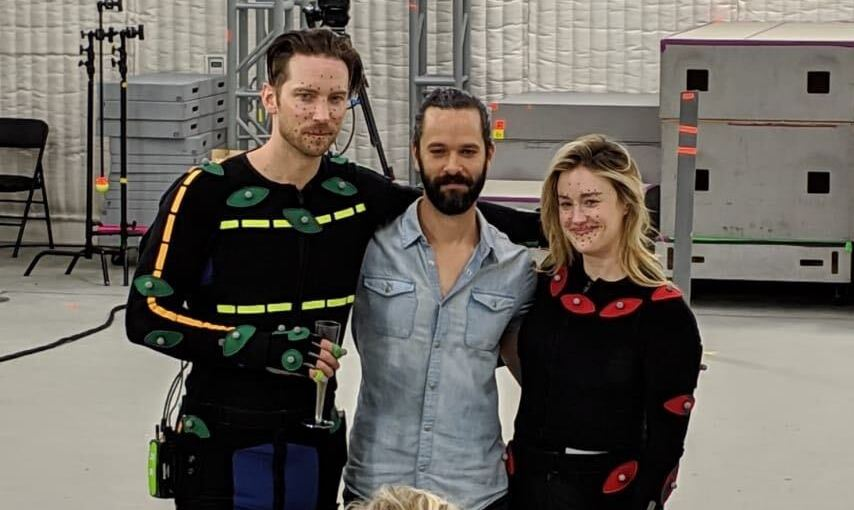
Troy Baker, Neil Druckmann ed Ashley Johnson sul set di The Last of Us Parte II

Fra il 2015 e il 2020 ha ricoperto il ruolo di Patterson nella serie televisiva Blindspot. Sempre nel 2015 ha iniziato a interpretare il personaggio di Pike Trickfoot nella webserie Critical Role, fino alla conclusione della prima campagna nel 2017. Dal 2018 al 2021 ha interpretato Yasha Nydoorin nella seconda campagna. Dopo aver ottenuto un enorme successo, il cast di Critical Role ha lasciato la rete Geek & Sundry all'inizio del 2019 e ha fondato la propria società di produzione, Critical Role Productions. Successivamente hanno puntato a raccogliere 750.000 dollari su Kickstarter per creare una serie animata della loro prima campagna, finendo per raccogliere oltre 11 milioni di dollari. Nel novembre 2019, Amazon Prime Video ha annunciato di aver acquisito i diritti della serie animata, ora intitolata La leggenda di Vox Machina, dove la Johnson ha ripreso il ruolo di Pike Trickfoot.  Alla fine del 2020 la Critical Role Production fonda una sua associazione di beneficenza, la Critical Role Foundation di cui Ashley Johnson è presidente. Nel 2021 è membro del cast per la prima mini-campagna della Critical Role Production, chiamata Exandria Unlimited, dove interpreta Fearne Calloway. Il ruolo di Fearne verrà ripreso lo stesso anno nella terza campagna ufficiale di Critical Role, tuttora in corso.
Nel 2020 torna ad interpretare Ellie nel sequel The Last of Us Parte II. Il videogioco è stato acclamato dalla critica ed attualmente detiene il record per il maggior numero di premi vinti come Gioco dell'anno. Grazie a questo ruolo ha ottenuto una candidatura ai The Game Awards come miglior performance, ed ai British Academy Video Game Award come miglior performance protagonista. Nel videogioco reinterpreta cover di brani come "Take On Me" degli A-ha, "Through the Valley" di Shawn James, "True Faith" dei New Order e "Wayfaring Stranger" di Johnny Cash, quest'ultima eseguita assieme al collega Troy Baker.
Nel 2023 prende parte alla serie televisiva HBO The Last of Us vestendo i panni di Anna, la madre di Ellie. Riprende anche il ruolo dietro il microfono entrando nel cast di doppiaggio del musical videogame Stray Gods: The Roleplaying Musical con il ruolo di Calliope.

## Vita privata
Nel 2012 ha iniziato una relazione con il poeta, cantante e scrittore Brian Wayne Foster, annunciando il loro fidanzamento a dicembre 2018. La loro relazione si è conclusa ufficialmente a Marzo 2023 a seguito del comportamento abusante dell'ex-fidanzato. L'attrice ha ottenuto nello stesso periodo un ordine restrittivo per se stessa e i suoi compagni animali.
È appassionata di giochi di ruolo e di giochi da tavolo. È anche una cantante e polistrumentista che suona la chitarra, il piano, il violino e il violoncello e, occasionalmente, pubblica cover di canzoni sulla sua pagina SoundCloud.

## Filmografia

### Cinema
- Lionheart - Scommessa vincente (Lionheart), regia di Sheldon Lettich (1990)
- Nine Months - Imprevisti d'amore (Nine Months), regia di Chris Columbus (1995)
- Dancer, Texas Pop. 81, regia di Tim McCanlies (1998)
- La mia adorabile nemica (Anywhere But Here), regia di Wayne Wang (1999)
- Marionette, regia di Danica DeCosto (1999)
- What Women Want - Quello che le donne vogliono (What Women Want), regia di Nancy Meyers (2000)
- Rustin, regia di Rick Johnson (2001)
- The Failures, regia di Tim Hunter (2003)
- Killer Diller, regia di Tricia Brock (2004)
- King of the Corner, regia di Peter Riegert (2004)
- Nearing Grace, regia di Rick Rosenthal (2005)
- Fast Food Nation, regia di Richard Linklater (2006)
- I fratelli Solomon (The Brothers Solomon), regia di Bob Odenkirk (2007)
- Otis, regia di Tony Krantz (2008)
- Columbus Day, regia di Charles Burmeister (2008)
- Toy Boy - Un ragazzo in vendita (Toy Boy), regia di David Mackenzie (2009)
- The Help, regia di Tate Taylor (2011)
- The Avengers, regia di Joss Whedon (2012)
- Much Ado About Nothing, regia di Joss Whedon (2012)

### Televisione
- Genitori in blue jeans (Growing Pains) – serie TV, 48 episodi (1990-1992)
- Men Don't Tell, regia di Harry Winer – film TV (1993)
- Vittime innocenti - regia di Richard Friedman - film TV (1993)
- Phenom – serie TV, 22 episodi (1993-1994)
- All-American Girl – serie TV, 12 episodi (1994)
- Pappa e ciccia (Roseanne) – serie TV, episodio 7x22 (1995)
- Le nuove avventure di Annie (Annie: A Royal Adventure!), regia di Ian Toynton - film TV (1995)
- Maybe This Time – serie TV, 18 episodi (1995-1996)
- Moloney – serie TV, 3 episodi (1997)
- Wings – serie TV, episodio 8x18 (1997)
- Kelly Kelly – serie TV, 7 episodi (1998)
- E.R. - Medici in prima linea (E.R.) – serie TV, 2 episodi (1998)
- Partners, regia di Brett Ratner –  film TV (1999)
- The Growing Pains Movie, regia di Alan Metter – film TV (2000)
- Roswell – serie TV, 2 episodi (2002)
- Growing Pains: Return of the Seavers, regia di Joanna Kerns – film TV (2004)
- Detective Monk (Monk) – serie TV, episodio 5x12 (2007)
- CSI - Scena del crimine (CSI: Crime Scene Investigation) – serie TV, 1 episodio (2007)
- Dirt – serie TV, 4 episodi (2008)
- The Mentalist – serie TV, episodio 1x07 (2008)
- Cold case -serie TV,episodio 1x7(2009)
- Dollhouse – serie TV, 2 episodi (2009)
- Lie to Me – serie TV, episodio 2x11 (2010)
- Private Practice – serie TV, episodio 5x15 (2012)
- Masters of Sex – serie TV, episodio 1x10 (2013)
- Stalker – serie TV, episodio 1x14 (2015)
- Blindspot – serie TV, 100 episodi (2015-2020)
- Critical Role – serie TV, 150 episodi (2015-2021)
- The Last of Us – serie TV, episodio 1x09 (2023)

## Doppiaggio

### Cinema
- The Town Santa Forgot, regia di Robert Alvarez (1993)
- Ricreazione - La scuola è finita, regia di Chuck Sheetz (2001)
- Ricreazione: Natale sulla terza strada, regia di Chuck Sheetz (2001)
- Ricreazione: Stiamo crescendo, regia di Howy Parkins e Brenda Piluso (2003)
- Ricreazione: Un nuovo inizio, regia di Howy Parkins (2003)
- Quando c'era Marnie, regia di Hiromasa Yonebayashi (2015)

### Televisione
- Jumanji – serie TV (1996-1998)
- Ricreazione – serie TV (1997-2001)
- Teen Titans – serie TV (2004-2006)
- Super Robot Monkey Team Hyperforce Go! – serie TV (2004-2006)
- Ben 10 - Forza aliena – serie TV (2008-2010)
- TableTop – webserie, 2 episodi (2013-2015)
- Spooked – webserie, 4 episodi (2014)
- Critical Role – webserie (2015-in corso)
- Infinity Train – serie TV (2019-2020)
- Among Us – serie TV (2024)

### Videogiochi
- 2006 – Teen Titans – Terra
- 2008 – Ben 10: Alien Force – Gwen Tennyson
- 2009 – Fusion Fall –
- 2009 – Ben 10 Alien Force: Vilgax Attacks – Gwen Tennyson
- 2010 – Ben 10 Alien Force: The Rise of Hex – Gwen Tennyson
- 2010 – Ben 10 Ultimate Alien: Cosmic Destruction – Gwen Tennyson
- 2011 – Cartoon Network: Pugni a volontà – Gwen Tennyson
- 2013 – The Last of Us – Ellie (voce e motion capture)
- 2013 – Marvel Heroes – Spider-Woman / Gwen Stacy
- 2014 – The Last of Us: Left Behind – Ellie (voce e motion capture)
- 2014 – Infamous: First Light – Jenny
- 2015 – Tales from the Borderlands –
- 2015 – Skylanders: SuperChargers –
- 2015 – Minecraft: Story Mode – Petra
- 2016 – Lego Marvel's Avengers – Beth, cameriera.
- 2016 – The Witness
- 2017 – Minecraft: Story Mode – Season Two – Petra
- 2018 – Pillars of Eternity: Deadfire – voce narrante/Pike Trickfoot/Ydwin
- 2020 – The Last of Us Part II – Ellie (voce e motion capture)
- 2023 –  Stray Gods: The Roleplay Musical

## Riconoscimenti
- British Academy Video Games Awards
  - 2014 – Miglior Performance per The Last Of Us[8]
  - 2015 – Miglior Performance per The Last Of Us: Left Behind[9]
  - 2021 – Candidatura – Miglior Performance Protagonista per The Last Of Us Parte II[24]
- National Academy of Video Game Trade Reviewers[33]
  - 2021 – Miglior performance in un gioco drammatico (convidiviso con Laura Bailey) per The Last Of Us Parte II
- Spike Video Game Awards
  - 2013 – Miglior Performance Femminile per The Last Of Us[10]
- The Game Awards[23]
  - 2020 – Candidatura – Miglior Performance per The Last Of Us Parte II

## Doppiatrici italiane
Nelle versioni in italiano delle opere in cui ha recitato, Ashley Johnson è stata doppiata da:
- Domitilla D'Amico in Genitori in blue jeans, Phenom, Genitori in blue jeans - The Movie, La mia adorabile nemica, What Women Want - Quello che le donne vogliono, Roswell, Fast Food Nation, Blindspot
- Rossella Acerbo in The Mentalist
- Tatiana Dessi in CSI - Scena del crimine
- Maria Letizia Scifoni in Detective Monk
- Giovanna Martinuzzi in I fratelli Solomon
- Valentina Mari in Cold Case - Delitti irrisolti
- Laura Latini in Dirt
- Gaia Bolognesi in The Killing
- Ludovica Bebi in The Last of Us

Da doppiatrice è sostituita da:
- Gilberta Crispino in Ricreazione Ricreazione: La scuola è finita, Ricreazione - Un nuovo inizio, Ricreazione - All Growed Down
- Barbara Pitotti in Ben 10: Forza aliena, Ben 10: Ultimate Alien, Ben 10: Omniverse
- Gea Riva in The Last of Us, The Last of Us: Left Behind, The Last of Us Part II
- Paola Majano in Jumanji
- Isabella Guida in Teen Titans
- Erica Necci in Teen Titans Go! e Teen Titans! (Stagione 5)